# Партха
Партха (*гінді पार्थ бл. 896 — бл. 937) — магараджа Кашмірської держави в 906—921 і 934—935 роках. Почався період палацових заколотів, влаштованих тантринами (гвардією).

## Життєпис
Походив з династії Утпала, молодшої гілки. Онук Суравармана Пангу, зведеного брата магараджи Авантівармана. Син Нірджитавармана. Народився близько 896 року.
906 року Сугандха, магарані Кашміру, оголосила своїм спадкоємцем батька Партхи. У відповідь знать повстала, поваливши за підтримки тантринів (пішої гвардії) магарані, поставивши на трон Партху. Регентом став Нірджитаварман, але фактична влада перебувала в першого міністра Шамкаравардхана і міністра Сугандхадітьї. Військову владу здійснювали очільники тантринів.
Зовнішня політика була невдалою. Невдовзі повстав Камалаварман (Камалука), магараджа Держави Кабулшахів. Йому вдалося завдати поразки військам Кашміру й відвоювати частину раніше втрачених земель. Втім війна тривала з перемінним успіхом до 910 року.
914 року тантрини придушили спробу Сугандхи повернутися до влади. Водночас Кашмір втрутився у боротьбу Раштракутів і Гуджара-Пратіхарів за Каннаудж та область навколо нього. Втім до 916 року правлячі міністри відмовилися від зовнішньої політики.
Водночас постійно погіршувалися відносини мід Партхою та його батьком, яких підтримували різні міністри та феодали. 917 року відбувся величезний потоп, що спричинив значний голод. На цьому заробляли міністри, продаючи рис за підвищенною ціною.
921 року Партху було повалено тантринами. Трон перейшов до Нірджитавармана, але того вже через два роки також повалили тантрини. Владу отримав син останнього Чакраварман. 935 року тантрини, що отримали фактичну владу в державі, повалили Шуравармана I (він 933 року повалив за підтримки тантринів Чакравармана), відновивши на троні Партху. Проте того ж року того було повалено тантринами, яким Чакраварман пообіцяв більше грошей, посад і маєтностей.
Близько 937 року вбито за наказом сина Унматтаванті, що став новим магараджею.